# جويل براند
جويل براند (بالألمانية: Joel Brand)‏ هو موظف ‏ ألماني، ولد في 25 أبريل 1906 في Năsăud ‏ في رومانيا، وتوفي في 13 يوليو 1964 في باد كيسينغن في ألمانيا بسبب نوبة قلبية.

## وصلات خارجية
- جويل براند على موقع مونزينجر (الألمانية)